# Esponzúes
Esponzúes o Esponciés (Cantàbria) és una petita localitat del Vall del riu Pas-Corvera de Toranzo. Es troba al costat de la capital de la comarca del Pas-Miera, San Vincente de Toranzo, a tan sols 2 kilòmetres a dalt d'un turó. El poblet gaudeix d'unes bones vistes de la comarca, sobretot dels valls i puigs en el que es troba envoltant. Hi ha un riu que atravesa per la part est del poble i que reb el nom de Rio de Callejo o Topete, així mateix hi ha moltes i petites rieres que travessen Esponzúes pel camp. El poble es troba a 259 metres d'altitud.

## Història
- Época celta i romana:

Vers l'any 2000 es va saber que a Esponzúes s'hi trobava la darrera comuna de celtes que lluitaren contra els romans, durant la dominació romana.

- Medieval:

El nom de Esponciés té el significat de "Este logar es del Rey" (Aquest lloc és del Rei). "Derechos del Rey: Dan al rey cada solar poblado tres fanegas de pan, las dos partes de escandia y el tercio de cebada medido a la medida toledana, e doze sueldos de fonsadera cada año. E danle mas el primero día de agosto, una emina de escandia de cada solar, e dos coronados. Dan cada año al rey por martiniega treynta e seys mrs. Dan al rey servicios e monedas e dan al adelantado e al merino servicio e monedas lo que les cabe con el valle..." (González Echegaray, Mª Carmen "Toranzo. Datos para la historia y etnografia d'un valle montañés" pàg 28).
Amb Alfons XI de Castella, la zona pujà de categoria: "Tuvo Alfonso XI, además de su hijo legítimo Pedro I de Castilla "El Cruel", autor de l'anterior apeo, otros varios hijos bastardos en doña Leonor de Guzmán, a los que concedió mercedes y donaciones. Uno de ellos, D. Tello de Castilla, recibió de su padre los realengos de las Merindades de Aguilar y Liébana, en lo que hoy es nuestra provincia (de Cantàbria). De ahí se derivó el título de Marqués de Aguilar. Bastardo también del rey, y hermano de D. Tello fue Enrique II de Castilla, (...)." D. Tello també va rebre possessions de la Vall des Pas, com Esponzúes, que era co-senyor de la zona amb els descendents de l'Infant. Don Joan de Castella, fill de Ferran III de Castella.
"Tuvo D. Tello un hijo, llamado don Juan Téllez de Castilla, quien asimismo recibió el Señorío de Castañeda entre otras villas (com Esponzúes) y lugares, pero al fallecer sin sucesión, su hijo Juan el Mozo, revirtiéronse estas posesiones y títulos a la Corona. Posteriormente, en 28 de octubre de 1420, el Rey don Juan II, entregó nuevamente el Condado de Castañeda a don Garci Fernández Manrique, marido de doña Aldonza Téllez de Castilla, hermana de don Juan Téllez el mozo, (...)" González Echegaray, Mª Carmen "Toranzo. Datos para la historia y etnografia d'un valle montañés" pàg 35-36.
Esponzúes era un llogaret que pertanyia a Castañeda i així ho relata la història: "Esponzúes: Era realengo y figura ahora como solariego de (el senyoriu de) Castañeda, que llevaba renta de tres solares realengos".(González Echegaray, Mª Carmen "Toranzo. Datos para la historia y etnografia d'un valle montañés" pàg 34).
Altra font històrica era el document "Castastro de Ensenada" que descriu els aspectes d'Esponzúes al segle xviii.
Per aquella època, Esponzúes seguia sent del Marquès de Aguilar.

- SS. XX-XXI:

El President del Govern de Cantábria visità el poble, Miguel Ángel Revilla Roiz, el día de la Trinitat de l'any 1999.
Llavors era el vicepresident i conseller de l'Habitatge, Urbanisme i Obres públiques.

## Demografia
Hi viuen un total de 100 persones, segons INE. Anys enrere hi arribava a viure a prop de 200 persones. Després de la Guerra Civil Espanyola, la joventut abandonà el poble i es traslladà a la capital de la comarca, a Santander o viatjaren a Madrid en la recerca d'una vida millor. Les poques families que hi viuen es dediquen a l'agricultura i a la ramaderia.

## Llocs per visitar
Esponzúes no té edifici d'ajuntament però si batle, que treballa a l'ajuntament de San Vicente de Toranzo. Hi ha dos palaus de la nobleça que visqueren al poble (No es visiten): 
- La Casa del Virrei de les Amèriques o la casona de Fernández Cabada -S.XIX (actualment molt derruïda i amb vegetació).
- La Casona Granda, de la familia López de Bustamante, antigua familia oriunda del Infant D. Joan de Castella més conegut com a Joan Téllez de Castella, net d'Alfons XI de Castella, que abandonà la cort castellana, llavors a Burgos, per instal·lar-se a l'altra part de les muntanyes que era Cantàbria.

La casona fou construïda vers el segle xvii o segle xviii i en ella han viscut una de les nissages familiars més conegudes del poble. La família té orígens asturians i càntabres. L'església parroquial és de planta romànica i la construcció és gòtica. Ha sigut restaurada en diferents etapes de la seva història. El seu patró és Sant Pere. Aquesta església de pedra típica de la zona, compta amb un cementeri molt petit. Dins l'església hi ha la imatge de Sant Antoni del segle xviii. Es pot veure la capella (en mal estat de conservació) de la familia dels Fernández Cavada, una de les famílies més importants de la vila.
- La Font de El Dojo- a prop de la Cotera. És una font molt petita, antiga i presumiblement dels segles XIX o XX.

- L'Ermita de San Julian (Sant Julià) de mitjans del segle xviii, ubicada al prat d'Esponzúes, a lo alt d'un altre turó i on hi havia l'antic cementeri. Actualment l'ermita ja no existeix, i els veïns utilitzaren les pedres per fer altres construccions.

- L'Ermita dels Fernández Cavada, en ruïnes actualment.

## Núclis urbans
- La Cotera
- Granda (abans Gándara)
- Esponzúes
- Nueva Escuela o de St. Pedro.
- La Llosa
- Pelalluyo o Pelujo- al costat de la vella escola.
- Román
- Trescasa

## Batles
(llista incompleta)
- Jesús Diego Garcia (1999-2004)De la familia de Granda.

## Activitats comercials
A Esponzúes hi ha una piscifactoria molt petita i privada. A Granda fins a l'any 2006 s'han dedicat a la criança de porcs seglars, com sempre havien fet els membres de la casona.

## Esponzúenses il·lustres
- Juan Fernández de Vallejo, Inquisidor

## Festes, fires i mercats
- Festa dels Reis Mags: 5 de gener
- Festa de Sant Julià: 7 de gener- Abans se celebrava al Prat de Sant Julià.
- Festa de La Santíssima Trinitat: Finals de Maig o primers de juny.
- Dia de Tots els Sants: 1 de novembre.
- Festes de Nadal: Mitjans i finals de desembre.

-25 de desembre: Representació del betlem vivent a la parròquia de St. Pere d'Esponzúes.

## Esports
Al poble es pot fer diferents esports: El senderisme, la caça, la pesca, l'espeologia i els bòls.